# 経済学および課税の原理
『経済学および課税の原理』（英: On the Principles of Political Economy, and Taxation）とは、1817年に発表したイギリスの経済学者デイヴィッド・リカードによる著書である。

## 概要
1772年に生まれたリカードはイギリスの経済学者アダム・スミスの『国富論』の研究を踏まえながらも、ナポレオン戦争における大陸封鎖令で引き起こされたイギリスの穀物価格の高騰が戦後に大暴落したことを受けて、1815年に議会は地主を守るために穀物価格を維持する穀物条例を改定した。リカードはこの経済状況において穀物価格を保護してしまうと偏った資本の蓄積をもたらし、資本家、地主、労働者の所得分配に問題が生じると論じて、同時代のイギリスの経済学者トマス・ロバート・マルサスと論争を展開していた。
この著作では価値、地代、鉱山地代、自然価格、賃金、利潤、外国貿易の経済学的な特性を明らかにした上で、政府の課税がどのような影響を与えるかを論じている。これまでの経済学の歴史において重商主義は貿易から得られる富を価値と見なしていたが、スミスは使用価値の概念を用いて貿易収支ではなく国内の余剰財を輸出し、国外の希少財を輸入することで富を増大させることが可能だと反論した。リカードはこの使用価値の概念が定量的でないために交換価値の概念を提唱している。交換価値とはその物品の価値が交換される金銭から価値を判断するものであり、その値はその物品を生産する費用と等しいとリカードは考えた。したがってリカードは投下労働が交換価値を生み出すという投下労働価値説を確立した。
賃金についてはマルサスが『人口論』で論じたように、賃金が生存のために必要な費用を超過すると人口の超過が発生する見解を参照し、したがって賃金は生命維持に所要の財を購入できる程度に維持されるという賃金生存費説を論じた。さらに地代に関しては土地生産性の地域間の差額は支払われるという差額地代論を論じ、ある地域の地代は他の地域との関係から左右されると考えた。例えば資本家が10の利益が得られる土地があるにもかかわらず、8の利益しか得られない土地を使い、地主に地代を支払う場合が想定する。この状況において資本家は地代は利益のうち1だけを地代として支払うことが可能である。なぜなら、資本家は土地を移動することによって10－1＝9の利益を得るために従来の8の利益よりも多くの利益を確保することが可能であるためである。ここでリカードが指摘することは資本を蓄積して生産性の高い土地だけでなく低い土地も借りてしまうと、地代が増大して利潤率が低下してしまう事態が起こる。したがって、リカードは安価な穀物を国外から輸入し、地主を優遇しない経済政策を主張した。

## 書誌情報
- 小泉信三 訳『経済学及課税之原理』岩波書店〈岩波文庫〉、1928年6月。 NCID BN00908450。
  - 小泉信三 訳『経済学及び課税の原理』 上（改訂版）、岩波書店〈岩波文庫〉、1952年6月。 NCID BN00913144。
  - 小泉信三 訳『経済学及び課税の原理』 下（改訂版）、岩波書店〈岩波文庫〉、1952年6月。 NCID BN00913144。
- 羽鳥卓也・吉沢芳樹 訳『経済学および課税の原理』河出書房新社〈世界大思想全集 社会・宗教・科学思想篇 8〉、1964年3月。 NCID BN05236462。
- ピエロ・スラッファ編、モーリス・ドッブ協力 編、堀経夫 訳『経済学および課税の原理』雄松堂書店〈デイヴィド・リカードウ全集 第1巻〉、1972年2月。 NCID BN00494904。
  - ピエロ・スラッファ編、モーリス・ドッブ協力 編、堀経夫 訳『経済学および課税の原理』（オンデマンド版）雄松堂書店〈デイヴィド・リカードウ全集 第1巻〉、2005年5月。ISBN 9784841930252。 NCID BN00494904。
- 羽鳥卓也・吉沢芳樹 訳『経済学および課税の原理』 上、岩波書店〈岩波文庫〉、1987年5月。ISBN 9784003410912。 NCID BN00987730。
- 羽鳥卓也・吉沢芳樹 訳『経済学および課税の原理』 下、岩波書店〈岩波文庫〉、1987年6月。ISBN 9784003410929。 NCID BN00987730。